# Єлена Карлеуша
Єлена Карлеуша (серб. Јелена Карлеуша) — сербська співачка.

## Дискографія
- Огледалце (1995)
- Жените се момци (1996)
- Вештице, виле (1997)
- Јелена (1998)
- Гили, гили (1999)
- За своје године (2001)
- Само за твоје очи (2002)
- Магија (2005)
- JK Revolution (2008)
- The Diamond Collection (2009)
- Дива (2012)